# John Neal
John Neal (ur. 3 kwietnia 1932 w Seaham, zm. 24 listopada 2014) – angielski piłkarz i trener piłkarski.

## Kariera sportowa
Początkowo zawodnik Hull City, następnie gracz King’s Lynn. W latach 1957–1959 reprezentował barwy Swindon Town. W 1959 roku przeszedł do Aston Villi. Dwa lata później wywalczył z nią Puchar Ligi Angielskiej – w pierwszym meczu finału z Rotherham United nie zagrał, lecz w drugim wystąpił przez pełne 90 minut. Karierę piłkarską zakończył będąc piłkarzem Southend United.
W latach 1968–1977 był trenerem Wrexham. W 1972 i 1975 roku zdobył z nim puchar Walii, zaś w sezonie 1975/1976 prowadzony przez niego zespół dotarł do ćwierćfinału Pucharu Zdobywców Pucharów. Następnie przez cztery lata pracował w Middlesbrough (1977–1981). Od 1981 do 1985 roku był szkoleniowcem Chelsea – prowadził londyńską drużynę w 188 meczach, a w sezonie 1983/1984 wywalczył z nią awans do First Division.